# Fußball-Asienmeisterschaft der Frauen 2006
Der 15. Fußball-Asienmeisterschaft der Frauen war ein Frauenfußballturnier der Asian Football Confederation und wurde in der Zeit vom 16. bis 30. Juli 2006 in Australien ausgetragen. Alle Spiele fanden in Adelaide statt. Sieger wurde zum achten Mal China, während Gastgeber Australien auf Anhieb das Finale erreichte und unglücklich im Elfmeterschießen verlor.
Ursprünglich sollte das Turnier in Japan stattfinden. Da Australien zum 1. Januar 2006 vom Ozeanischen in den Asiatischen Verband wechselte, wollte der asiatische Verband den Australierinnen eine Chance geben, sich für die Fußball-Weltmeisterschaft der Frauen 2007 zu qualifizieren.
Zu einem Eklat kam es in der Halbfinalpartie zwischen Nordkorea und China. Nachdem der nordkoreanische Ausgleichstreffer nicht gegeben wurde, aus einer angeblichen Abseitsstellung heraus, attackierte die nordkoreanische Torfrau Hye Yong-Hue die Schiedsrichterin Anna de Toni aus Italien. Zuvor waren zwei Handspiele der Chinesinnen übersehen worden. Nach Spielende erhielt De Toni von der Sünderin einen Tritt in den Allerwertesten, des Weiteren wurden die Unparteiischen nach Ende des Spiels von aufgebrachten nordkoreanischen Spielerinnen mit Flaschen beworfen. Hye und zwei weitere Spielerinnen wurden daraufhin von der FIFA für längere Zeit gesperrt.
Im Finale sahen 5.168 Zuschauer im Hindmarsh-Stadion in Adelaide eine spannende Partie. Australien ging durch Treffer von Caitlin Munoz und Joanne Peters mit einer 2:0-Führung in die Halbzeitpause. In der zweiten Hälfte kämpften sich die „Stahlrosen“ aus China wieder heran. Han Duan und Ma Xiaoxu sorgten für den Ausgleich. In der Verlängerung fielen keine weiteren Treffer, so dass die Entscheidung im Elfmeterschießen fallen musste. Durch Fehlschüsse von Joanne Peters und Collette McCallum siegte China schließlich mit 4:2.
Trotz der Reduzierung des Teilnehmerfeldes gibt es immer noch große Leistungsunterschiede. Jung Jung-suk (Südkorea) traf im Spiel gegen Thailand alleine sechs Mal.

## Modus
Die neun qualifizierten Mannschaften wurden auf eine Vierer- und eine Fünfergruppe aufgeteilt. Innerhalb der Vorrundengruppen spielt jede Mannschaft einmal gegen jede andere. Die zwei punktbesten Mannschaften erreichen das Halbfinale. Die Halbfinalsieger erreichen das Finale, die Halbfinalverlierer spielen um den dritten Platz.
Die beiden Finalisten qualifizieren sich für die Fußball-Weltmeisterschaft der Frauen 2007, während der Dritte gegen den Dritten des CONCACAF Women’s Gold Cup 2006 um einen weiteren Platz spielt. Sollte WM-Gastgeber China einen der drei ersten Plätze belegen, verschiebt sich die Qualifikation entsprechend um einen Platz nach hinten.

## Teilnehmer
Für das Finalturnier haben sich folgende Frauen-Nationalmannschaften qualifiziert:
| Australien (Ausrichter) | Volksrepublik China          | Japan    |
| Myanmar                 | Nordkorea (Titelverteidiger) | Südkorea |
| Chinesisch Taipeh       | Thailand                     | Vietnam  |

## Vorrunde

### Gruppe A
| Pl. | Land              | Sp. | S | U | N | Tore    | Diff. | Punkte |
| --- | ----------------- | --- | - | - | - | ------- | ----- | ------ |
| 1.  | Japan             | 3   | 3 | 0 | 0 | 017:100 | +16   | 09     |
| 2.  | China             | 3   | 2 | 0 | 1 | 004:100 | +3    | 06     |
| 3.  | Vietnam           | 3   | 1 | 0 | 2 | 001:700 | −6    | 03     |
| 4.  | Chinesisch Taipeh | 3   | 0 | 0 | 3 | 001:140 | −13   | 0      |

|                           |   |                   |            |
| 19. Juli 2006 in Adelaide |   |                   |            |
| China                     | – | Chinesisch Taipeh | 2:0 (1:0)  |
| 19. Juli 2006 in Adelaide |   |                   |            |
| Japan                     | – | Vietnam           | 5:0 (1:0)  |
| 21. Juli 2006 in Adelaide |   |                   |            |
| Japan                     | – | Chinesisch Taipeh | 11:1 (4:1) |
| 21. Juli 2006 in Adelaide |   |                   |            |
| Vietnam                   | – | China             | 0:2 (0:1)  |
| 23. Juli 2006 in Adelaide |   |                   |            |
| China                     | – | Japan             | 0:1 (0:1)  |
| 23. Juli 2006 in Adelaide |   |                   |            |
| Chinesisch Taipeh         | – | Vietnam           | 0:1 (0:0)  |

### Gruppe B
| Pl. | Land       | Sp. | S | U | N | Tore    | Diff. | Punkte |
| --- | ---------- | --- | - | - | - | ------- | ----- | ------ |
| 1.  | Nordkorea  | 4   | 3 | 1 | 0 | 013:000 | +13   | 10     |
| 2.  | Australien | 4   | 3 | 1 | 0 | 011:000 | +11   | 10     |
| 3.  | Südkorea   | 4   | 2 | 0 | 2 | 014:600 | +8    | 06     |
| 4.  | Thailand   | 4   | 1 | 0 | 3 | 002:260 | −24   | 03     |
| 5.  | Myanmar    | 4   | 0 | 0 | 4 | 002:100 | −8    | 0      |

|                           |   |            |            |
| 16. Juli 2006 in Adelaide |   |            |            |
| Myanmar                   | – | Thailand   | 1:2 (0:1)  |
| 16. Juli 2006 in Adelaide |   |            |            |
| Australien                | – | Südkorea   | 4:0 (1:0)  |
| 18. Juli 2006 in Adelaide |   |            |            |
| Thailand                  | – | Nordkorea  | 0:9 (0:5)  |
| 18. Juli 2006 in Adelaide |   |            |            |
| Myanmar                   | – | Australien | 0:2 (0:1)  |
| 20. Juli 2006 in Adelaide |   |            |            |
| Nordkorea                 | – | Myanmar    | 3:0 (2:0)  |
| 20. Juli 2006 in Adelaide |   |            |            |
| Südkorea                  | – | Thailand   | 11:0 (4:0) |
| 22. Juli 2006 in Adelaide |   |            |            |
| Südkorea                  | – | Myanmar    | 3:1 (2:0)  |
| 22. Juli 2006 in Adelaide |   |            |            |
| Australien                | – | Nordkorea  | 0:0        |
| 24. Juli 2006 in Adelaide |   |            |            |
| Thailand                  | – | Australien | 0:5 (0:2)  |
| 24. Juli 2006 in Adelaide |   |            |            |
| Nordkorea                 | – | Südkorea   | 1:0 (0:0)  |

## Finalrunde

### Halbfinale
|                           |   |            |           |
| 27. Juli 2006 in Adelaide |   |            |           |
| Japan                     | – | Australien | 0:2 (0:2) |
| 27. Juli 2006 in Adelaide |   |            |           |
| Nordkorea                 | – | China      | 0:1 (0:0) |

### Spiel um Platz 3
|                           |   |           |           |
| 30. Juli 2006 in Adelaide |   |           |           |
| Japan                     | – | Nordkorea | 2:3 (1:3) |

### Finale
|                           |   |            |                      |
| 30. Juli 2006 in Adelaide |   |            |                      |
| China                     | – | Australien | 2:2 n. V., 4:2 i. E. |

Neben China als Ausrichter qualifizieren sich Australien und Nordkorea direkt für die Fußball-Weltmeisterschaft der Frauen 2007. Japan konnte sich in den Play-off-Spielen gegen den dritten des CONCACAF Women’s Gold Cup 2006 (Mexiko) durchsetzen.

## Schiedsrichterinnen
- Tammy Ogston
- Huijun Niu
- Dongqing Zhang
- Bentla D’Coth
- Anna de Toni
- Mayumi Oiwa
- Ri Hong-sil
- Jenny Palmqvist
- Hong Eun-ah
- Pannipar Kamnueng